# Philibertia fiebrigii
Philibertia fiebrigii là một loài thực vật có hoa trong họ La bố ma. Loài này được (Schltr.) Liede miêu tả khoa học đầu tiên năm 1997.